# Saul (voornaam)
Saul is een van oorsprong Hebreeuwse voornaam die de gevraagde, om wie gebeden is betekent. Ook de varianten Saulus, Saúl en Saül komen voor, evenals de vrouwelijke variant Saule.
In Nederland waren er in 2017 118 mannen met de voornaam Saul, 83 met Saul als volgnaam en minder dan vijf vrouwen met dito volgnaam. In België kwam de naam in 2019 111 keer voor onder mannen.

## Bekende personen
Enkele bekende naamdragers zijn:
- Saul (-107 – -100), een politicus uit het Koninkrijk Juda
- Saul Akkemay (1964), een Vlaams journalist en schrijver
- Saul Bass (1920–1996), een Amerikaans grafisch ontwerper
- Saul Bellow (1915–2005), een Joods-Amerikaans schrijver
- Saul Friedländer (1932), een Tsjechisch-Israëlisch historicus
- Saul Goodman (1907–1996), een Amerikaans paukenist
- Saul Leiter (1923–2013), een Amerikaans fotograaf en kunstschilder
- Saul Penders (2003), een Nederlands voetballer
- Saul Perlmutter (1959), een Amerikaans astrofysicus
- Saul Rubinek (1948), een Duits-Canadees acteur, regisseur en filmproducent
- Saul van Stapele (1974), een Nederlands schrijver en journalist